# بريتي
بريتي (بالسنسكريتية: प्रीति)‏، هي إلهةٌ هندوسيةٌ، والزوجة الثانية بعد راتي لرب الحُبِّ كامديفا. ويُنظر إلى بريتي على أنها تمثل الحب العاطفي، بينما تمثل نظيرتها راتي المتعة الحسية. وفي تفسيرات أخرى، يُنظر إلى بريتي على أنها مجرد لقب لراتي.